# San Miguel Eyacalco
San Miguel Eyacalco är en ort i Mexiko.   Den ligger i kommunen Tolcayuca och delstaten Hidalgo, i den sydöstra delen av landet, 60 km norr om huvudstaden Mexico City. San Miguel Eyacalco ligger 2 347 meter över havet och antalet invånare är 135.
Terrängen runt San Miguel Eyacalco är platt åt sydost, men åt nordväst är den kuperad. Runt San Miguel Eyacalco är det ganska tätbefolkat, med 134 invånare per kvadratkilometer. Närmaste större samhälle är Tizayuca, 10,0 km sydväst om San Miguel Eyacalco. Trakten runt San Miguel Eyacalco består i huvudsak av gräsmarker.